# Parinari elmeri
Parinari elmeri är en tvåhjärtbladig växtart som beskrevs av Elmer Drew Merrill. Parinari elmeri ingår i släktet Parinari och familjen Chrysobalanaceae. Inga underarter finns listade i Catalogue of Life.